# Jutta Widmann

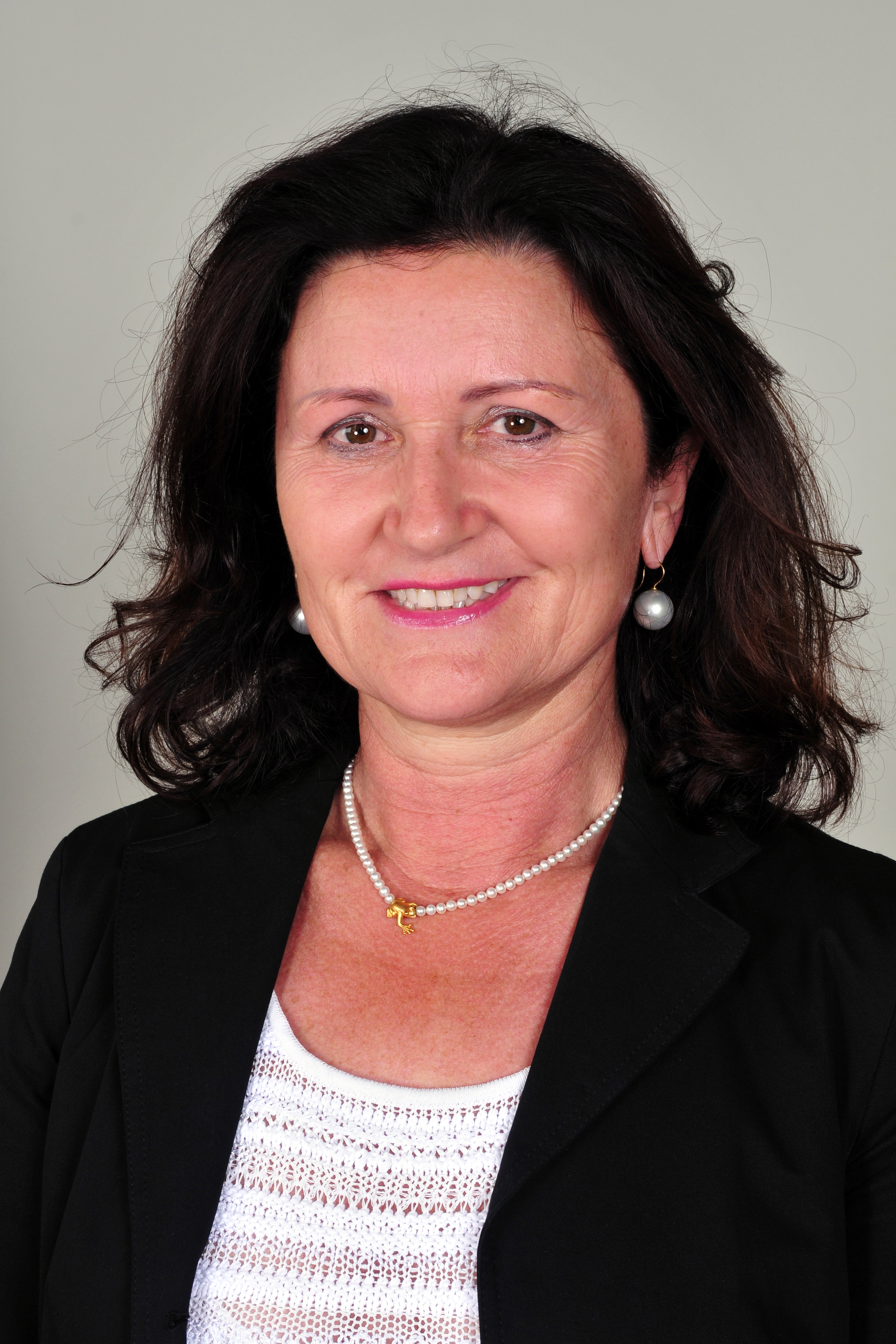
Jutta Widmann, 2012

Jutta Widmann (* 9. November 1961 in Ergoldsbach) ist eine deutsche Politikerin (Freie Wähler). Sie ist seit 2008 Abgeordnete im Bayerischen Landtag.

## Leben
Widmann ist verheiratet und hat zwei Kinder. Sie ist römisch-katholischer Konfession.

### Ausbildung und Beruf
Nach dem Abitur in Landshut studierte Widmann zunächst Sport und Wirtschaftswissenschaften für das Lehramt am Gymnasium. Seit ihrer Heirat führt sie gemeinsam mit ihrem Mann ein Unternehmen für Festzeltbetrieb.

### Öffentliche Ämter
Nach der Kommunalwahl 1996 übernahm sie im Stadtrat von Landshut erstmals ein politisches Mandat und ist dort derzeit stellvertretende Fraktionsvorsitzende. Bei der Landtagswahl im September 2008 zog sie über die Liste im Wahlkreis Niederbayern erstmals in den Bayerischen Landtag ein. Sie ist dort zweite Stellvertreterin in der Richter-Wahl-Kommission. Bei den Landtagswahlen am 15. September 2013, am 14. Oktober 2018 und am 8. Oktober 2023 wurde sie jeweils über die niederbayerische Liste wieder gewählt. Dort ist sie Mitglied im Ausschuss für Eingaben und Beschwerden sowie Mitglied im Rundfunkrat.

### Weiteres Engagement
Sie war Teilnehmerin des am 7. April 2015 eingerichteten „Dialogforums Ost-Süd-Umfahrung Landshut im Zuge der B15neu“.